# Борис Васковић
Борис Васковић (Сарајево, 14. септембар 1975) бивши је српски и југословенски фудбалер.

## Каријера

### Клуб
Рођен је 14. септембра 1975. године у Сарајеву. Играо је на позицији везног играча. У млађим категоријама наступао је за фудбалски клуб Жељезничар. Од 1994. до 1996. године играо је за шабачку Мачву. Четири сезоне носио је дрес новосадске Војводине (1996-2000) и на 72 првенствена сусрета постигао пет голова. Из Војводине прелази у Сартид Смедерево 2000. године. У том тренутку Сартид је заузимао последње место на табели. Био је члан екипе која је три пута узастопно играла на евро сцени, против Минхена 1860 постигао први европски гол у историји Сартида, такође постао је први играч Сартида који је играо у репрезентативном дресу. Са Сартидом је освојио и први трофеј у историји Куп Србије и Црне Горе 2003. године, победом од 1:0 у финалу против Црвене звезде.
После добрих игара у Сартиду, са мањим успехом је играо за ОФК Београд, Младост из Апатина и по други пут за Мачву из Шапца где је завршио играчку каријеру. Ради као фудбалски менаџер и скаутира за једну швајцарску агенцију.

### Репрезентација
За репрезентацију Савезне Републике Југославије наступио је на три утакмице. Дебитовао је 17. априла 2002. у пријатељској утакмици против Литваније (4:1 за Југославију). Последњу утакмицу за национални тим је одиграо 6. септембра 2002. године против Чешке Републике.

#### Наступи за репрезентацију
| #  | Датум              | Место     | Противник           | Резултат | Гол | Такмичење            |
| -- | ------------------ | --------- | ------------------- | -------- | --- | -------------------- |
| 1. | 17. април 2002.    | Смедерево | Литванија           | 4:1      | 0   | Пријатељска утакмица |
| 2. | 21. август 2002.   | Сарајево  | Босна и Херцеговина | 2:0      | 0   | Пријатељска утакмица |
| 3. | 6. септембар 2002. | Праг      | Чешка               | 0:5      | 0   | Пријатељска утакмица |

## Статистике каријере
| Клуб             | Сезона  | Лига | Лига |
| Клуб             | Сезона  | Ута  | Гол  |
| ---------------- | ------- | ---- | ---- |
| Сартид Смедерево | 1999/00 | 14   | 0    |
| Сартид Смедерево | 2000/01 | 27   | 1    |
| Сартид Смедерево | 2001/02 | 25   | 2    |
| Сартид Смедерево | 2002/03 | 26   | 1    |
| Сартид Смедерево | Укупно  | 92   | 4    |
| ОФК Београд      | 2003/04 | 25   | 0    |
| ОФК Београд      | 2004/05 | 4    | 0    |
| ОФК Београд      | Укупно  | 29   | 0    |

## Трофеји
Сартид Смедерево
- Куп Србије и Црне Горе: 2002/03.